# Liste der Kulturdenkmale in Geyersdorf
Die Liste der Kulturdenkmale in Geyersdorf enthält die Kulturdenkmale des Ortsteils Geyersdorf der sächsischen Stadt Annaberg-Buchholz, die in der Denkmalliste vom Landesamt für Denkmalpflege Sachsen mit Stand vom 24. November 2010 erfasst wurden.
Diese Liste ist eine Teilliste der Liste der Kulturdenkmale in Sachsen.

## Legende
- Bild: Bild des Kulturdenkmals, ggf. zusätzlich mit einem Link zu weiteren Fotos des Kulturdenkmals im Medienarchiv Wikimedia Commons. Wenn man auf das Kamerasymbol klickt, können Fotos zu Kulturdenkmalen aus dieser Liste hochgeladen werden:
- Bezeichnung: Denkmalgeschützte Objekte und ggf. Bauwerksname des Kulturdenkmals
- Lage: Straßenname und Hausnummer oder Flurstücknummer des Kulturdenkmals. Die Grundsortierung der Liste erfolgt nach dieser Adresse. Der Link (Karte) führt zu verschiedenen Kartendiensten mit der Position des Kulturdenkmals. Fehlt dieser Link, wurden die Koordinaten noch nicht eingetragen. Sind diese bekannt, können sie über ein Tool mit einer Kartenansicht einfach nachgetragen werden. In dieser Kartenansicht sind Kulturdenkmale ohne Koordinaten mit einem roten bzw. orangen Marker dargestellt und können durch Verschieben auf die richtige Position in der Karte mit Koordinaten versehen werden. Kulturdenkmale ohne Bild sind an einem blauen bzw. roten Marker erkennbar.
- Datierung: Baubeginn, Fertigstellung, Datum der Erstnennung oder grobe zeitliche Einordnung entsprechend des Eintrags in der sächsischen Denkmaldatenbank
- Beschreibung: Kurzcharakteristik des Kulturdenkmals entsprechend des Eintrags in der sächsischen Denkmaldatenbank, ggf. ergänzt durch die dort nur selten veröffentlichten Erfassungstexte oder zusätzliche Informationen
- ID: Vom Landesamt für Denkmalpflege Sachsen vergebene, das Kulturdenkmal eindeutig identifizierende Objekt-Nummer. Der Link führt zum PDF-Denkmaldokument des Landesamtes für Denkmalpflege Sachsen. Bei ehemaligen Kulturdenkmalen können die Objektnummern unbekannt sein und deshalb fehlen bzw. die Links von aus der Datenbank entfernten Objektnummern ins Leere führen. Ein ggf. vorhandenes Icon  führt zu den Angaben des Kulturdenkmals bei Wikidata.

## Liste der Kulturdenkmale in Geyersdorf
| Bild                                    | Bezeichnung                                                                        | Lage                                                                  | Datierung                                                                       | Beschreibung | ID       |
| --------------------------------------- | ---------------------------------------------------------------------------------- | --------------------------------------------------------------------- | ------------------------------------------------------------------------------- | --- | -------- |
| Direkt Bild zu diesem Denkmal hochladen | Kunstgrabenreste                                                                   | Neben Königswalder Straße (Karte)                                     | 18./19. Jh., vermutl. älter                                                     | Sachzeugnis des Altbergbaues, von ortsgeschichtlicher und regionalgeschichtlicher Bedeutung. Reste des Kunstgrabens, teilweise durch große Natursteinplatten abgedeckt gewesen, genutzt als Antrieb des Gestänges zum Wasserheben der Grube „Heilige Dreifaltigkeit“, für Pochwerk und Erzwäsche. | 09227032 |
| Direkt Bild zu diesem Denkmal hochladen | Untere Heilige Dreifaltigkeit                                                      | -                                                                     | 18./19. Jh., vermutl. älter                                                     | Sachzeugnisse des Altbergbaues, des historischen Bergbaugebietes am Osthang des Pöhlberges, von ortsgeschichtlicher und regionalgeschichtlicher Bedeutung. Mundloch führt senkrecht in die Tiefe, ist mit Holzstempeln abgedeckt, am Hang darunter befindet sich die Halde. | 09227027 |
| Direkt Bild zu diesem Denkmal hochladen | Oberer Freudenstollen                                                              | Neben Alter Königswalder Straße 50, Nähe Huthaus St. Briccino (Karte) | 18./19. Jh., vermutl. älter                                                     | Sachzeugnisse des Altbergbaues, von ortsgeschichtlicher und regionalgeschichtlicher Bedeutung. Mundloch verschlossen durch Eisengittertür, nach innen 20 m offen, dann ein Verbruch, Eingangsbereich Natursteintrockenmauer, Halde zum Teil planiert und dient als Grillplatz, Wasserrösche befindet sich daneben. | 09227026 |
| Direkt Bild zu diesem Denkmal hochladen | Unterer tiefer Freudenstollen                                                      | Nähe Königswalder Straße                                              | 18./19. Jh., vermutl. älter                                                     | Sachzeugnisse des Altbergbaus, von ortsgeschichtlicher und regionalgeschichtlicher Bedeutung. bewachsene Halde mit deutlich sichtbarer Wasserrösche in Richtung zum Mundloch, Mauerungen aus Naturstein im Bereich des verbrochenen Stolleneingangs. | 09226988 |
| Direkt Bild zu diesem Denkmal hochladen | Obere Heilige Dreifaltigkeit                                                       | -                                                                     | Um 1468                                                                         | seit 1468 Abbau von silberhaltigem Kupfererz, Schwefelkies und Zinkblende, letzter bedeutender Abbau 1580–1590, Sachzeugnisse des Altbergbaus von ortsgeschichtlicher und regionalgeschichtlicher Bedeutung. senkrecht in die Tiefe führendes Mundloch, mit Holzpfosten abgedeckt, unterhalb am Hang befindet sich die Halde. | 09227031 |
| Direkt Bild zu diesem Denkmal hochladen | 1. oder Oberer St. Briccius                                                        | -                                                                     | 18./19. Jh., vermutl. älter                                                     | Sachzeugnisse des Altbergbaues, von ortsgeschichtlicher und regionalgeschichtlicher Bedeutung. Mundloch führt senkrecht in die Tiefe, mit Holzbalken abgedeckt, am Hang darüber kleine Binge, südlich daneben die Halde, darüber befindet sich eine große Binge (hier war die ehemalige Fundgrube). | 09227030 |
| Direkt Bild zu diesem Denkmal hochladen | 2. oder Mittlerer St. Briccius                                                     | -                                                                     | Fundgrube um 1400, mittlerer Stollen um 1500                                    | Sachzeugnisse des Altbergbaues, älteste Grube im Annaberger Revier, 1442–1892 Abbau von silberhaltigem Kupfererz, von ortsgeschichtlicher und regionalgeschichtlicher Bedeutung. Mundloch, von dem aus der Stollen waagerecht in den Berg führt, mit Holzbohlentür verschlossen, am Hang davor befindet sich die Halde. | 09227029 |
| Direkt Bild zu diesem Denkmal hochladen | Unterer St. Briccius                                                               | -                                                                     | 15. Jahrhundert                                                                 | Sachzeugnisse des Altbergbaues, auch 3. Briccius genannt, von ortsgeschichtlicher und regionalgeschichtlicher Bedeutung. Mundloch führt senkrecht in die Tiefe, ca. 3 m dahinter befindet sich ein weiteres Loch im Boden, Gang aus Natursteinmauerwerk, weiterer Stollenverlauf mit Verbau gesichert, am Hang vor dem Mundloch befindet sich die Halde, an der anderen Seite die Wasserrösche, unterhalb der Halde ist der ehemalige Standort eines Pochwerkes zu sehen. | 09227028 |
| Direkt Bild zu diesem Denkmal hochladen | Kriegerdenkmal für die Gefallenen des Ersten und Zweiten Weltkrieges               | Alte Dorfstraße (Karte)                                               | Nach 1918; nach 1945                                                            | Ortsgeschichtlich von Bedeutung | 09307419 |
| Direkt Bild zu diesem Denkmal hochladen | Trockenmauer                                                                       | Alte Dorfstraße, unterhalb Nr. 72 (Karte)                             | 18./19. Jh.                                                                     | regionaltypisch, städtebaulicher Aspekt ca. 80 m lang, bis zu 2,50 m hoch, aus Naturstein bestehend, gehört wohl zum Grundstück Geyersdorfer Hauptstraße 99. | 09226979 |
| Weitere Bilder                          | Zwei Sühnekreuze                                                                   | Alte Dorfstraße, vor Nr. 50 (Karte)                                   | 16. oder 17. Jh. (Sühnekreuz)                                                   | Steine mit eingeritzten Kreuzen, von ortshistorischer und heimatgeschichtlicher Bedeutung. Kreuzsteine aus Naturstein, ca. 40 cm hoch. 1. Kreuz: an seinem Fuß ca. 35 cm breit nach oben sich verjüngend, an Vorderseite zwei eingemeißelte Linien, die vermutlich Schwerter darstellen sollen. 2. Kreuz: ovale Form, etwas höher, Kreuzdarstellung eingemeißelt. Der Legende nach sollen hier zwei Offiziere begraben liegen. | 09226959 |
| Weitere Bilder                          | Evangelische Pfarrkirche Geyersdorf                                                | Alte Dorfstraße (Karte)                                               | 1862 (Kirche), im Kern wohl 1508, 1950 (Parentationshalle), um 1900 (Plastik)   | baugeschichtliche und ortshistorische Bedeutung. Parentationshalle: eingeschossiger Natursteinbau unverputzt, Holzbalkendecke, Natursteinfußboden, Satteldach. Kriegerdenkmal: dunkelgrau geflammter Marmor mit Inschrift und Namen der Gefallenen. Plastik: hoher Natursteinsockel, darauf überlebensgroße Figurendarstellung des Christus, vermutlich Anbetungsfigur. | 09226965 |
| Direkt Bild zu diesem Denkmal hochladen | Wohnstallhaus, Stall und Scheune eines Dreiseithofes                               | Alte Dorfstraße 34 (Karte)                                            | Nach 1864 (Scheune), Mitte 19. Jahrhundert (Wohnstallhaus)                      | Wohnstallhaus Obergeschoss Fachwerk, Seitengebäude verputzt, Scheune verbrettert, in seiner Struktur weitgehend original erhaltene Hofanlage als Zeugnis bäuerlicher Lebensweise, baugeschichtlich von Bedeutung. Wohnstallhaus: Erdgeschoss massiv, Obergeschoss Hofseite Fachwerk sichtbar, zweiriegelig, Rückseite massiv, Wand-Öffnungs-Verhältnis intakt, Lastenaufzug, Giebel teils verbrettert, anderer Giebel massiv, im Stallteil Gewölbe erhalten, Krüppelwalmdach mit Schieferdeckung. Stall: eingeschossiger Putzbau mit Drempel, zwei Garageneinfahrten, Kreuzgewölbe, Satteldach, Schieferdeckung. Scheune: Holzkonstruktion verbrettert, unterkellert mit Tonnengewölbe, Satteldach. | 09226977 |
| Direkt Bild zu diesem Denkmal hochladen | Schule                                                                             | Alte Dorfstraße 48 (Karte)                                            | 1878                                                                            | einfacher Putzbau, ortshistorische Bedeutung Sockelgeschoss aus Naturstein, darauf zweigeschossiger Putzbau, Wandöffnungsverhältnis intakt, Mittelrisalit auf der Südseite, profiliertes Traufgesims, Satteldach, im Innern originales Treppengeländer und Fußbodenfliesen erhalten. | 09226958 |
|                                         | Wohnhaus                                                                           | Alte Dorfstraße 62 (Karte)                                            | 18. Jh. oder älter                                                              | Obergeschoss Fachwerk, in regionaltypischer Bauweise, baugeschichtlich von Bedeutung. Erdgeschoss: massiv, Kastenfenster, profiliertes Türgewände, historisches Türblatt, Obergeschoss: zweiriegeliges Fachwerk, Querstreben, teilweise Lehmstaken, Bergetür, Giebel verkleidet, im Innern Fußbodenfliesen erhalten, im Keller Tonnengewölbe. | 09226966 |
| Direkt Bild zu diesem Denkmal hochladen | Wohnstallhaus                                                                      | Alte Dorfstraße 67, 69 (Karte)                                        | Um 1880                                                                         | regionaltypische Bauweise mit erhaltener Fachwerkkonstruktion, zum Teil verkleidet, baugeschichtlich von Bedeutung. Erdgeschoss massiv, verändert, Obergeschoss zweiriegeliges Fachwerk zum Teil verbrettert, zwei vergrößerte Fenster, Giebel Fachwerk verkleidet, Satteldach. | 09226967 |
| Direkt Bild zu diesem Denkmal hochladen | Wohnhaus und Stützmauer                                                            | Alte Dorfstraße 72 (Karte)                                            | 1. Hälfte 19. Jahrhundert                                                       | zeit- und landschaftstypischer Bau mit Fachwerkobergeschoss, ortsbildprägend und baugeschichtlich von Bedeutung. Erdgeschoss: massiv. zum Teil historische Fenster (vorgehangene Winterfenster), Obergeschoss: zweiriegeliges Fachwerk mit Querstreben, Bergetür, ein Giebel Fachwerk verschiefert, anderer Giebel verschindelt, historische Fenster mit 6er-Teilung erhalten, Satteldach, Stützmauer aus Naturstein entlang der Straße. | 09226968 |
| Direkt Bild zu diesem Denkmal hochladen | Zwei Fachwerkscheunen, Gewölbe im Wohnstallhaus und Wassertrog eines Vierseithofes | Alte Dorfstraße 74 (Karte)                                            | Ende 18. Jahrhundert (Winkelscheune), um 1800 (Scheune), 19. Jahrhundert (Trog) | Seitengebäude Obergeschoss Fachwerk, Fachwerkscheune, weitgehend original erhaltene Zeugnisse bäuerlichen Wirtschaftens, landschaftsgestaltend und baugeschichtlich von Bedeutung. 1. Scheune: Sockelgeschoss, zweiriegelige Fachwerkkonstruktion, große Toreinfahrt, Satteldach. Winkelscheune: massives Sockelgeschoss, Fachwerkkonstruktion z. T. verkleidet, mit großen Toreinfahrten, hohes Satteldach. Wohnstallhaus: im Stallbereich Kreuzgratgewölbe erhalten. Wassertrog: aus Sandstein, vor dem Eingangsbereich befindlich. | 09226969 |
| Direkt Bild zu diesem Denkmal hochladen | Auszugshaus                                                                        | Alte Dorfstraße 76 (Karte)                                            | Um 1780                                                                         | Obergeschoss Fachwerk verschiefert, Zeugnis ländlicher Wohn- und Lebensweise, sozialgeschichtlich von Bedeutung. Erdgeschoss massiv, Obergeschoss Fachwerk verschiefert (Lehm-Staken-Fachwerk), Giebel verschiefert, Satteldach mit Schieferdeckung. | 09226960 |
| Direkt Bild zu diesem Denkmal hochladen | Opitzmühle                                                                         | Alte Dorfstraße 82 (Karte)                                            | Um 1860                                                                         | | 09226961 |
| Direkt Bild zu diesem Denkmal hochladen | Wohnhaus                                                                           | Alte Dorfstraße 83 (Karte)                                            | Bezeichnet mit 1624, später überformt nachträgl.                                | Obergeschoss Fachwerk, regionaltypischer Bau, ursprünglich Bergarbeiterhaus, baugeschichtlich von Bedeutung. Erdgeschoss massiv, Natursteinmauerwerk, später verändert, einflügelige Fensterläden, Obergeschoss Fachwerkkonstruktion, an einer Seite entfernt, Giebel Fachwerk verbrettert, ein liegendes Fenster, Satteldach mit Schieferdeckung, bezeichnet in der Schwelle über dem Eingangsbereich „16 IKU 24“, späterer Keller erhalten. | 09226962 |
| Direkt Bild zu diesem Denkmal hochladen | Fischerfabrik                                                                      | Alte Dorfstraße 92 (Karte)                                            | 1898                                                                            | weitgehend original erhaltene Pappenfabrik mit Wohnbereich, von ortshistorischer Bedeutung. Pappenfabrik, vorher Seeligs Tuchfabrik, 1898 an der Stelle des zuvor abgebrannten Baues von 1835 errichtet, viergeschossiger Putzbau von fünf zu elf Achsen, im vierten Obergeschoss (Trockenboden) mit ornamentaler Verschieferung finden Nützlichkeit und Gestaltungsanspruch zusammen, flaches Satteldach mit Überstand, bauzeittypische Segmentbogenfenster, die historischen Fenster (zum Teil Kastenfenster) sind erhalten, im Innern originaler Stuck und Reste landschaftlicher Deckenmalerei sowie Textiltapete, Treppenaufgang. Die technische Ausstattung ist verloren gegangen. Die Gestalt und die Tallage des Gebäudes sind typisch für die Region und die Bauaufgabe, baugeschichtliche, ortsgeschichtliche, technikgeschichtliche und bildprägende Bedeutung. | 09226963 |
| Direkt Bild zu diesem Denkmal hochladen | Scheune                                                                            | Alte Dorfstraße 103 (Karte)                                           | Mitte 19. Jahrhundert                                                           | | 09226981 |
| Direkt Bild zu diesem Denkmal hochladen | Wohnstallhaus und Scheune eines Dreiseithofes                                      | Alte Königswalder Straße 21 (Karte)                                   | Um 1800                                                                         | Wohnhaus Obergeschoss Fachwerk, Scheune zum Teil Fachwerk, Zeugnis ländlicher Wohn- und Wirtschaftsweise, baugeschichtlich von Bedeutung. Wohnstallhaus: Erdgeschoss massiv mit Stallteil, Obergeschoss teils mit Sichtfachwerk, Satteldach, im Keller Tonnengewölbe, Scheune: eingeschossig, teils massiv, teils Fachwerk, Toreinfahrt aus Holz, eine Schlagtür, Satteldach. | 09226976 |
| Direkt Bild zu diesem Denkmal hochladen | Huthaus St. Briccius                                                               | Alte Königswalder Straße 50 (Karte)                                   | 1796 (Huthaus), bezeichnet mit 1800 (Schlussstein des Stollens)                 | Huthaus bis 1815 für den Bergbau genutzt, wichtiges Objekt der regionalen Bergbaugeschichte, in seinen ursprünglichen Formen weitgehend erhalten, von bergbaugeschichtlicher und ortshistorischer Bedeutung. eingeschossiger Putzbau, Putzfaschen, Fensterläden, hohes Satteldach, im Innern Fachwerkwände, alte Türen noch vorhanden, Schlussstein des ehemaligen Stollens: Naturstein mit Datierung „SMB 1800“. | 09226964 |
| Direkt Bild zu diesem Denkmal hochladen | Ehemaliges Jägergut                                                                | Geyersdorfer Hauptstraße 6, 8 (Karte)                                 | 1889                                                                            | Wohnhaus mit Zierfachwerk-Giebel, Einfluss des Schweizerstils, original erhaltene Innenausstattung, ortshistorische und baugeschichtliche Bedeutung. Herrenhaus: zweigeschossiger Putzbau, zum Teil Fachwerk (beide Geschosse), Drempel mit Fachwerkkonstruktion, an einer Längsseite Wintergarten mit aufgesetztem polygonalem Erker mit Welscher Haube, andere Längsseite mit polygonalem Risalit, an Giebelseite hölzerner Windfang, Wand-Öffnungs-Verhältnis intakt, Satteldach mit Überstand, Einfluss des Schweizerstils, historische Innenausstattung (Treppengeländer, Holztäfelung, Fußbodenfliesen, Kachelofen etc.) erhalten Nebengebäude: massiv, zum Teil verändert, 1½-geschossig, Satteldach, Schieferdeckung, Park: mit schmiedeeisernem Gartentor, Trockenmauer. | 09226957 |
| Direkt Bild zu diesem Denkmal hochladen | Bleiglasfenster                                                                    | Geyersdorfer Hauptstraße 23 (Karte)                                   | Um 1900                                                                         | original erhaltenes Ausstattungsdetail um die Jahrhundertwende, handwerklich-künstlerisch von Bedeutung. Bleiglasfenster mit Segmentbogen, Darstellung einer blumengefüllten Vase auf einer Balustrade stehend, seitlich geometrische und florale Umrandung, ehemals im Windfang, nach Abbruch des Windfanges auf dem Boden des Gebäudes lagernd. | 09226987 |
| Direkt Bild zu diesem Denkmal hochladen | Wohnhaus in offener Bebauung mit zeittypischem Ornament                            | Geyersdorfer Hauptstraße 24 (Karte)                                   | um 1890                                                                         | historisierender Putzbau mit zeittypischem Ornament, bauhistorische Relevanz. zweigeschossiger massiver Putzbau, Wand-Öffnungs-Verhältnis intakt, Gurtgesims, Eckquaderung, profiliertes Kranzgesims, Obergeschoss ornamentierte Fensterrahmen, Fensterbekrönung aus Sandstein, Sohlbänke auf Konsolen, Satteldach mit zwei Dachhäuschen und mittigem Dacherker. | 09226970 |
| Direkt Bild zu diesem Denkmal hochladen | Wohnhaus in offener Bebauung                                                       | Geyersdorfer Hauptstraße 66 (Karte)                                   | 1898                                                                            | zeittypischer historisierender Putzbau, baugeschichtlich von Bedeutung. Steinsockel, zweigeschossiger Putzbau, Drempel, profilierte Tür- und Fenstergewände aus Sandstein, Sohlbänke, im Obergeschoss Fensterbedachung und Sohlbänke auf Konsolen, Fenstersprossung nicht mehr erhalten, originales Türblatt und Windfangtür erhalten, profiliertes Gurtgesims, Satteldach, Dachüberstand auf ornamentierten Knaggen, im Keller teilweise Tonnengewölbe erhalten. | 09226973 |
| Weitere Bilder                          | Turnhalle                                                                          | Geyersdorfer Hauptstraße 72 (Karte)                                   | Bezeichnet mit 1906                                                             | markanter Putzbau mit Ziegelgliederungen, baugeschichtliche und ortsgeschichtliche Bedeutung. eingeschossiger Putzbau in Rundbogenstil mit einigen Backsteinornamenten (bekrönte Rundbogenfenstergewände, gemauertes Treppengiebelgesims, Zippus-bekrönte Ecken), Widerlager und Schlusssteine in Form von konischen Sandsteinen, Sohlbänke aus Sandstein, Fenster in originaler Sprossung, im Dreiecksgiebel gekuppelte Fenster, flaches Satteldach, im Innern: hölzerne Empore mit profilierten Balkenköpfen, hölzerne Wendeltreppe mit Handlauf, Dachkonstruktion ist ein Hängewerk. | 09226972 |
| Direkt Bild zu diesem Denkmal hochladen | Wohnhaus                                                                           | Geyersdorfer Hauptstraße 90 (Karte)                                   | 18. Jahrhundert                                                                 | zeit- und landschaftstypisch, mit erhaltener Fachwerk-Konstruktion, baugeschichtlich von Bedeutung. Erdgeschoss massiv, Obergeschoss Fachwerk, schmale Ständerung, Satteldach, Keller mit Tonnengewölbe. | 09226986 |
| Direkt Bild zu diesem Denkmal hochladen | Siebertschmiede                                                                    | Geyersdorfer Hauptstraße 105 (Karte)                                  | um 1800                                                                         | mit Fachwerk-Obergeschoss, von ortshistorischer Bedeutung. Erdgeschoss massiv, Obergeschoss Fachwerk, Giebel verkleidet (Kunstschieferdeckung), südliche und östliche Anbauten, Satteldach mit Kunstschieferdeckung. | 09226984 |
| Direkt Bild zu diesem Denkmal hochladen | Wohnhaus                                                                           | Geyersdorfer Hauptstraße 107 (Karte)                                  | 18. Jahrhundert                                                                 | zeit- und landschaftstypisch, mit erhaltener Fachwerk-Konstruktion, baugeschichtlich von Bedeutung. Erdgeschoss massiv, Fensterläden, Obergeschoss Fachwerkkonstruktion, Satteldach, Keller mit Tonnengewölbe. | 09226985 |
| Direkt Bild zu diesem Denkmal hochladen | Wimmerfabrik                                                                       | Geyersdorfer Hauptstraße 109 (Karte)                                  | 1906 (1. Fabrikgebäude)                                                         | stattliches Fabrikgebäude zur Posamentenherstellung, Zeugnis für Industriearchitektur, von ortshistorischer und technikgeschichtlicher Bedeutung. 1. Gebäude (1906): Sockelgeschoss, dreigeschossiger Putzbau, Erdgeschoss und 1. Obergeschoss Segmentbogenfenster, 2. Obergeschoss Rechteckfenster, seitlicher Risalit mit Segmentbogenfenstern bis ins Dachgeschoss reichend, Putzlisenen, z. T. originale Fenster, originale Tür, Mansardgiebeldach mit Schleppgaupen, Schieferdeckung. 2. Gebäude (1924): in Winkelstellung, Sockelgeschoss, von ortshistorischer Bedeutung dreigeschossig, über Erdgeschoss profiliertes Gurtgesims, zwischen 1. und 2. Obergeschoss Putzspiegel, Rechteckfenster mit profilierten Sohlbänken, Lisenengliederung, profiliertes Kranzgesims, Mansarddach, Dachhecht, Schleppgaupe, Schieferdeckung. Gartenhäuschen (1906): Sockelgeschoss, Holzkonstruktion, Zierelemente aus Holz, verzierte Knaggen, Spaliergitter, z. T. Rundbogenfenster, Dachüberstand, Satteldach. Wehr: mit alten Handrädern. Wehrhäuschen: vordere Wehranlage mit Holzüberbau, ruinös, Pferdestall (19. Jh., ehemals Königswalder Straße 10) weitgehend original erhalten, massives Sockelgeschoss, Fachwerkkonstruktion verbrettert, große Toreinfahrt, zum Teil historische Fenster, Krüppelwalmdach, im Krüppelwalm kleine Gaupe, Scheune (ehemals Königswalder Straße 11) einer Mühle. | 09226974 |
| Weitere Bilder                          | Rathaus in offener Bebauung                                                        | Geyersdorfer Rathausweg 1 (Karte)                                     | Bezeichnet mit 1927                                                             | markantes zeittypisches Gebäude mit hohem Mansarddach und Dachreiter, ortshistorische Bedeutung. Natursteinsockel, zweigeschossiger Putzbau, betonter Eingangsbereich mit seitlicher kannelierter Pilastergliederung und gerader Bedachung mit Schlussstein, dort bezeichnet 1927, originale Tür, Fenster mit Sohlbänken, rückwärtig bis ins Dach gezogener Risalit im oberen Bereich abgerundet mit kegelförmigem Dach, Dachreiter mit Zifferblatt, Mansardwalmdach mit Schieferdeckung. | 09226971 |